# Changesite-(Y)
La changesite-(Y) è un minerale che presenta cristalli colonnari trasparenti incolori in particelle di basalto trovate sulla superficie della Luna. La changesite-(Y) è un membro del gruppo di minerali fosfati della merrillite ed è stata scoperta nel settembre 2022 dal Beijing Research Institute of Uranium Geology grazie alla missione cinese di esplorazione lunare Chang'e 5. Si tratta del sesto nuovo minerale identificato dall'uomo sulla Luna.

## Storia
La changesite-(Y) prende il nome da Chang'e, la dea della Luna secondo la mitologia cinese. La quinta missione di esplorazione lunare del Programma di esplorazione lunare cinese, Chang'e 5, è stata la prima missione cinese a riportare un campione del suolo lunare. Il 9 settembre 2022 la China National Space Administration e la China Atomic Energy Authority hanno annunciato congiuntamente a Pechino che questo nuovo minerale è stato trovato dagli scienziati del Beijing Research Institute of Uranium Geology in campioni di superficie lunare restituiti dalla Missione robotica Chang'e 5 e che è stato certificato dall'International Mineralogical Association.